# Зіновьєв Євгеній Ельманович
Євгеній Ельманович Зіно́вьєв (зустрічається помилкове написання імені як Євген Зінов’єв, 1995—2023) — солдат Збройних Сил України, учасник російсько-української війни, який відзначився у ході російського вторгнення в Україну. Герой України (2023, посмертно).

## Життєпис
Народився 1995 року. Проживав у с.Рясне, Золочівській громаді Богодухівського району Харківської області.
Під час російське вторгнення в Україну став на захист країни. 
Служив оператором безпілотників розвідувального взводу.
Загинув у травні 2023 року внаслідок артилерійського обстрілу поблизу міста Бахмут Донецької області.

## Нагороди
- Звання «Герой України» з удостоєнням ордена «Золота Зірка» (29 вересня 2023, посмертно) — за особисту мужність і героїзм, виявлені у захисті державного суверенітету та територіальної цілісності України, самовіддане служіння Українському народові[1].